# ᵶ
ᵶ, appelé z tilde médian, est une lettre latine utilisée dans l'alphabet phonétique international.

## Représentations informatiques
Le z tilde médian peut être représenté avec le caractère Unicode suivant (Extensions phonétiques) :
| formes    | représentations | chaînes de caractères | points de code | descriptions                           |
| --------- | --------------- | --------------------- | -------------- | -------------------------------------- |
| minuscule | ᵶ               | ᵶ                     | U+1D76         | lettre minuscule latine z tilde médian |

Avant le codage de U+1D76 dans Unicode, le z tilde médian pouvait être composé approximativement avec les caractères suivants (latin de base, diacritiques) :
| formes    | représentations | chaînes de caractères | points de code | descriptions                                       |
| --------- | --------------- | --------------------- | -------------- | -------------------------------------------------- |
| minuscule | z̴               | z◌̴                    | U+007A U+0334  | lettre minuscule latine z diacritique tilde médian |